# Portrait de Léopoldine de Habsbourg et de ses enfants
Portrait de Léopoldine de Habsbourg et de ses enfants est un tableau de Domenico Failutti créé en 1921.  L'œuvre est une peinture d'histoire, qui fait partie de la collection du Musée de l'Ipiranga, normalement exposé à côté de L'Indépendance ou la Mort, de Pedro Américo. L'œuvre a été réalisée sur ordre d'Alfonso d'Escragnolle Taunay et représente Marie-Léopoldine d'Autriche, Pedro II du Brésil, Françoise du Brésil, Paula Mariana du Brésil, Marie II de Portugal et Janvière du Brésil.

## Description
La toile représente l'impératrice Léopoldine et ses enfants. Sur ses genoux se tient le futur empereur brésilien, Pedro II. Sur la gauche, de bas en haut, on trouve : Paula, Januária et Francisca de Bragança; à droite, Maria, la future reine de Portugal. L'impératrice et ses enfants portent des vêtements typiques de l'environnement domestique, tout en étant dans un lieu luxueux.

## Contexte
Ce portrait a été composé sur ordre du directeur du Museu Paulista, Afonso d'Escragnolle Taunay, dans le contexte de la formation de la collection du centenaire de l'Indépendance du Brésil. Le premier portraitiste à qui Taunay a fait la commande de la toile a été Rodolfo Amoedo, en 1920, qui a accepté, mais a plus tard refusé.
Ce fut probablement à partir de son contact avec Oscar Pereira da Silva que Taunay a rencontré Failutti et lui a commandé la toile. Bien qu'ayant auparavant produit des portraits pour l'élite de l'Argentine et de l'Uruguay, Failutti était relativement peu connu au Brésil quand Taunay lui a fait la commande. Le peintre, selon sa correspondance avec le directeur du musée, a accepté réduire son paiement pour la réalisation du portrait de l'impératrice, un travail qu'il a considéré comme un « honneur ».
Lors de ses commandes, Taunay avait pour habitude d'orienter les peintres à ne pas interpréter les thèmes de leur œuvre, mais à étudier à partir de projets de documentation de l'histoire brésilienne. Ce fut le cas de Failutti, qui suivit les consignes de Taunay et créa à partir d'elles la scène, sans avoir eu la famille impériale comme modèle de fait.

## Analyse

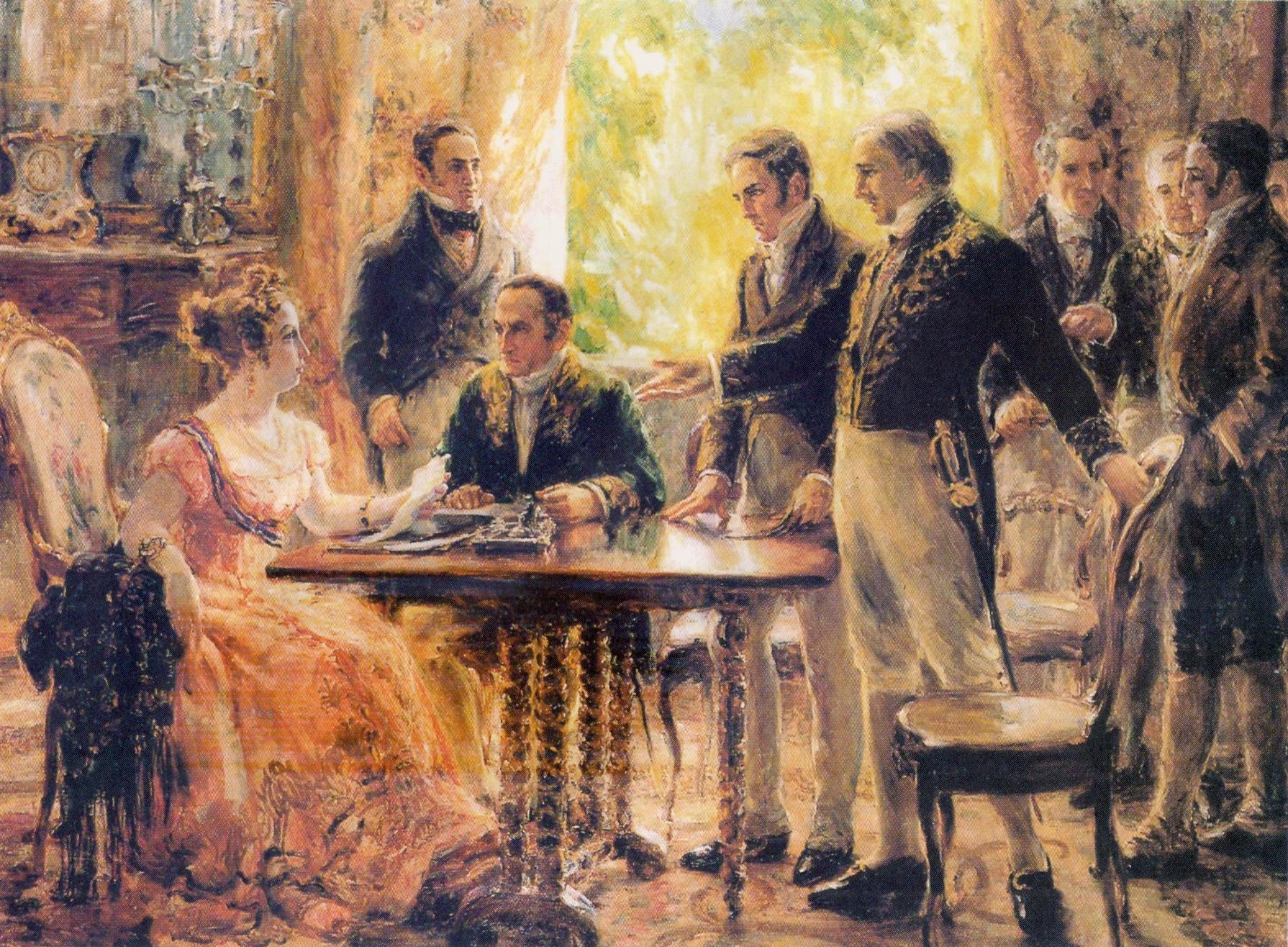
Session du Conseil d'État, de Georgina de Albuquerque, qui représente l'impératrice Léopoldine comme protagoniste de la politique de son époque.

L'intention de Taunay était de diminuer le rôle de l'impératrice dans l'histoire de la formation de la nation brésilienne, ne lui accordant que le rôle de progénitrice. Ce point de vue sur Léopoldine est en opposition avec la peinture Session du Conseil d'État de Georgina de Albuquerque, achevée en 1922. Dans la toile d'Albuquerque, l'impératrice a un rôle fondamental dans la discussion politique qui aboutit à l'Indépendance du Brésil.